# Pedro Ribera
Pedro Ribera (1465–1530) foi um prelado católico romano que serviu como Bispo de Lugo (1500–1530).

## Biografia
Pedro Ribera nasceu em Madrigal, na Espanha, em 1465. No dia 26 de junho de 1500, foi nomeado bispo de Lugo durante o papado de Alexandre VI. Lá, serviu como bispo até à sua morte em 1530.